# Merophysia baudueri
Merophysia baudueri is een keversoort uit de familie zwamkevers (Endomychidae). De wetenschappelijke naam van de soort werd in 1877 gepubliceerd door Edmund Reitter.